# Cheruthuruthi
Cheruthuruthi es una ciudad censal situada en el distrito de Thrissur en el estado de Kerala (India). Su población es de 13828habitantes (2011). Se encuentra a 30 km de Thrissur y a 76 km de Cochín.

## Demografía
Según el censo de 2011 la población de Cheruthuruthi era de 13828 habitantes, de los cuales 6588 eran hombres y 7240 eran mujeres. Cheruthuruthi tiene una tasa media de alfabetización del 92,96%, inferior a la media estatal del 94%: la alfabetización masculina es del 95,65%, y la alfabetización femenina del 90,52%.